# Milan Michal Harminc

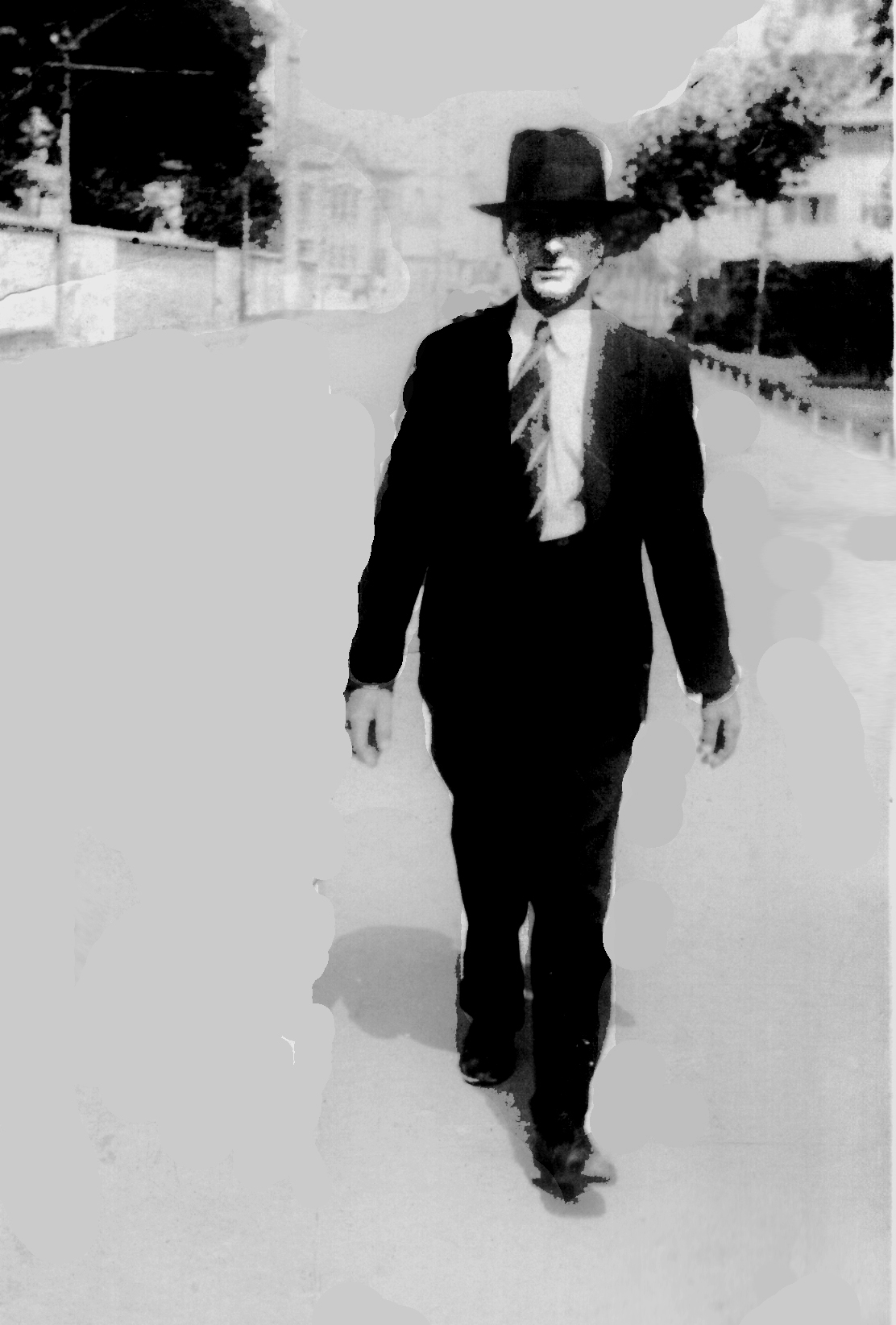
Milan Michal Harminc

Milan Michal Harminc (* 7. Oktober 1869 in Kulpin bei Bački Petrovac, damals Österreich-Ungarn, heute Serbien; † 5. Juli 1964 in Bratislava, Tschechoslowakei, heute Slowakei) war ein slowakischer Architekt.

## Werdegang

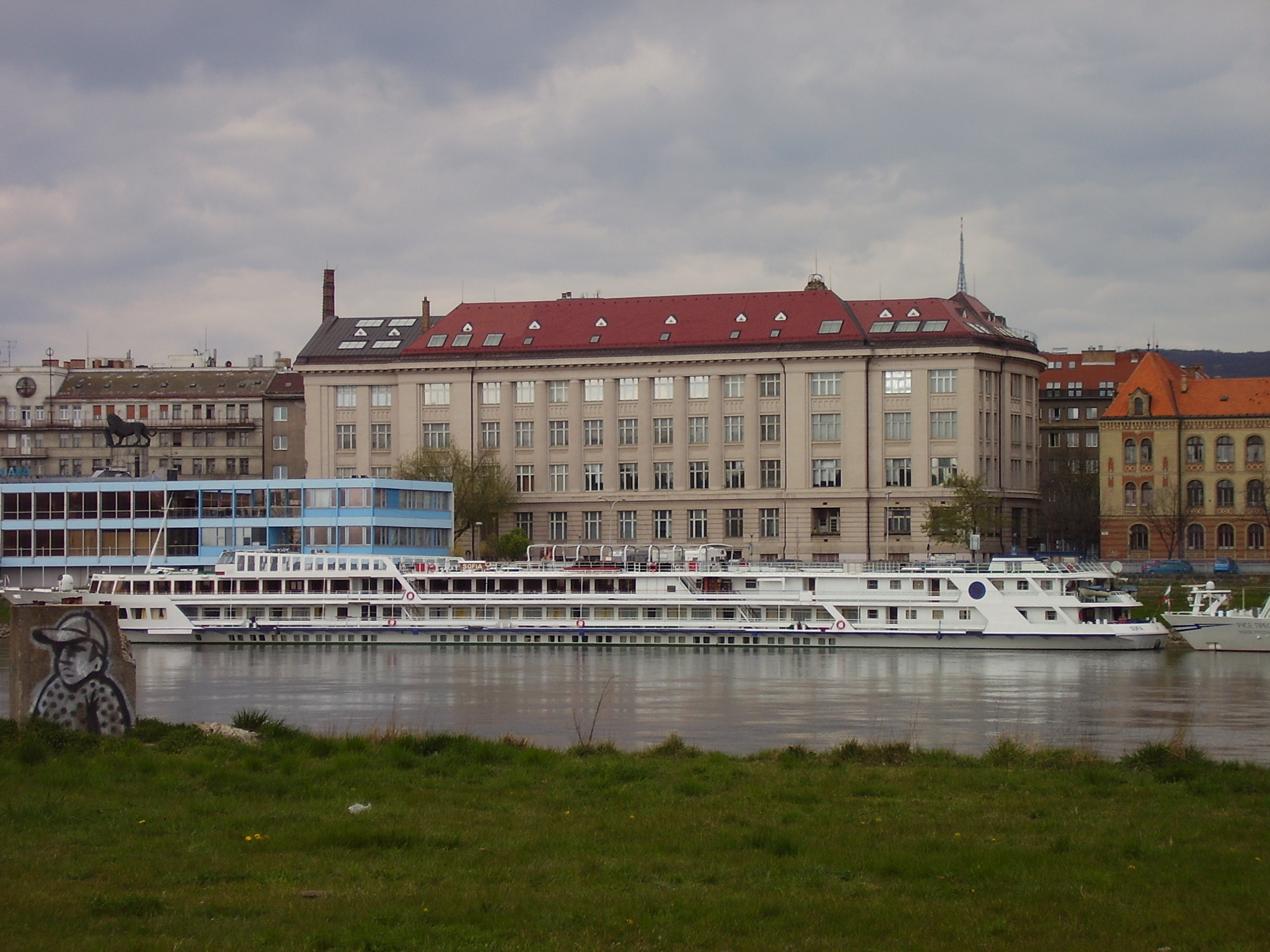
Hauptgebäude des Slowakischen Nationalmuseums

Harminc kam zur Welt in einer slowakischen Familie im Dorf Kulpin im damals ungarischen Komitat Bács-Bodrog. Die Volksschule absolvierte er in seinem Heimatort, danach besuchte er 1881–1882 eine deutsche Schule in Bulkes (heute Maglić) sowie deutsche Handelsakademie in Neusatz zwischen 1882 und 1883.
1886 ließ er sich in Budapest nieder und arbeitete für die Firma Neuschloss (1886–1890) und für Architekten Ján Nepomuk Bobula (1893–1894) und Albert Schickedanz (1894–1897) und war mit dem Letzteren unter anderem an Vorbereitungen für die ungarische Millenniumsfeier im Jahr 1896 beschäftigt. Des Weiteren trat er 1887 dem Slowakischen Verein in Budapest bei und war mit der slowakischen Nationalbewegung verbunden. 1897 gründete Harminc sein eigenes Architektenbüro in Budapest und entwarf vor allem Privat- und Wohnhäuser in Budapest, in der heutigen Slowakei mit dem Schwerpunkt in Komitaten Turz und Liptau.
1904 heiratete er Anna Holcová aus Sillein. Aus der Ehe gingen drei Kinder hervor. 1908 bestand er eine architektonische Prüfung und zog 1915 nach St. Nikolaus in der Liptau um. Von 1922 bis zur Pensionierung im Jahr 1951 war er als allein arbeitender Architekt in Bratislava tätig, wo er ebendort am 5. Juli 1964 starb. Bestattet ist er im Gaistor-Friedhof.

## Werke (Auswahl)

### Privat- und Wohnhäuser
- Zimány-Haus, Dolný Kubín (1902)
- Slowakisches Haus von Aurel Stodola, Liptovský Mikuláš (1902)
- Markovič-Haus, Nové Mesto nad Váhom (1904)
- J. Kohút-Haus, Martin (1908)
- Pazzeti-Haus, Liptovský Mikuláš (1916)
- Fábry-Haus, Bratislava (1924)
- Lengyel-Villa, Nový Smokovec (1931)
- Fuleková-Haus, Prievidza (1945)

### Öffentliche Gebäude

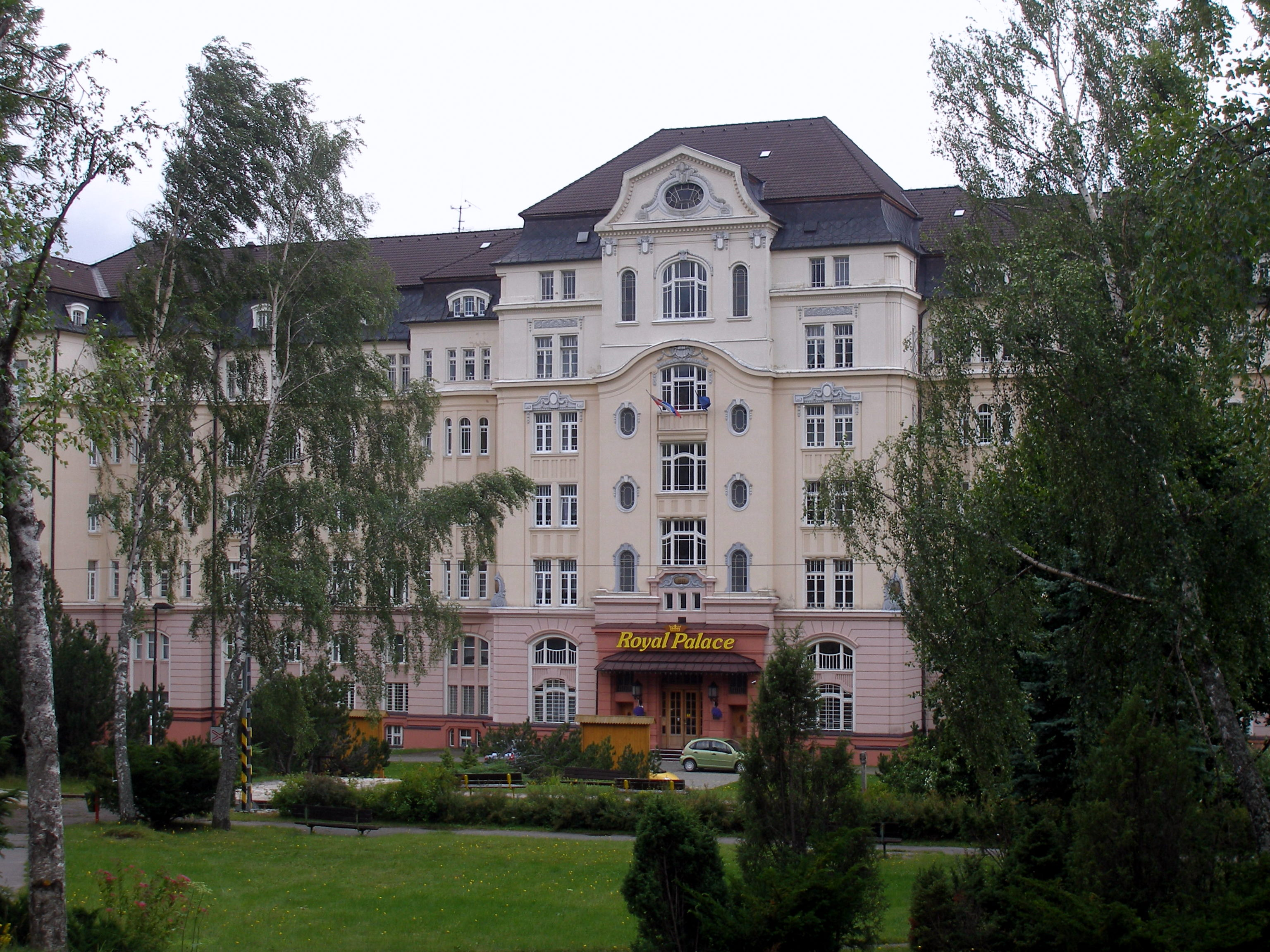
Szontágh-Sanatorium in Nový Smokovec, heute Hotel Royal Palace

- Slowakische Bank in Ružomberok (1902)
- Gebäude des Slowakischen Nationalmuseums in Martin (1905–1908)
- Gebäude des Geldinstituts Tatra banka in Martin (1910)
- Szontágh-Sanatorium in Nový Smokovec (1917–1925)
- Gerberei Lacko-Pálka in Liptovský Mikuláš (1915–1916)
- Landwirtschaftliches Museum in Bratislava, heute Hauptgebäude des Slowakischen Nationalmuseums (1925–1928)
- Umbau des Hotels Carlton-Savoy in Bratislava (1928)
- neues Gebäude des Slowakischen Nationalmuseums in Martin (1931)
- Sanatorium in Nový Smokovec (1934)
- Haus der Slowakischen Liga mit Kino, Bratislava (1934–1936)
- Kurhaus in Lúčky (1934–1938)
- Sanatorium in Nová Polianka (1941)
- Krankenhaus der Barmherzigen Brüder in Skalica (1941–1944)

### Schulen
- Hybe (1902)
- Skalica (1912)
- Kráľová nad Váhom (1928)
- Poprad (1930)
- Radošovce (1930)
- Rača (1931)
- Selice (1931)
- Vráble (1932)
- Banka (1932–1933)
- Nitra (1932–1933)

### Kirchen

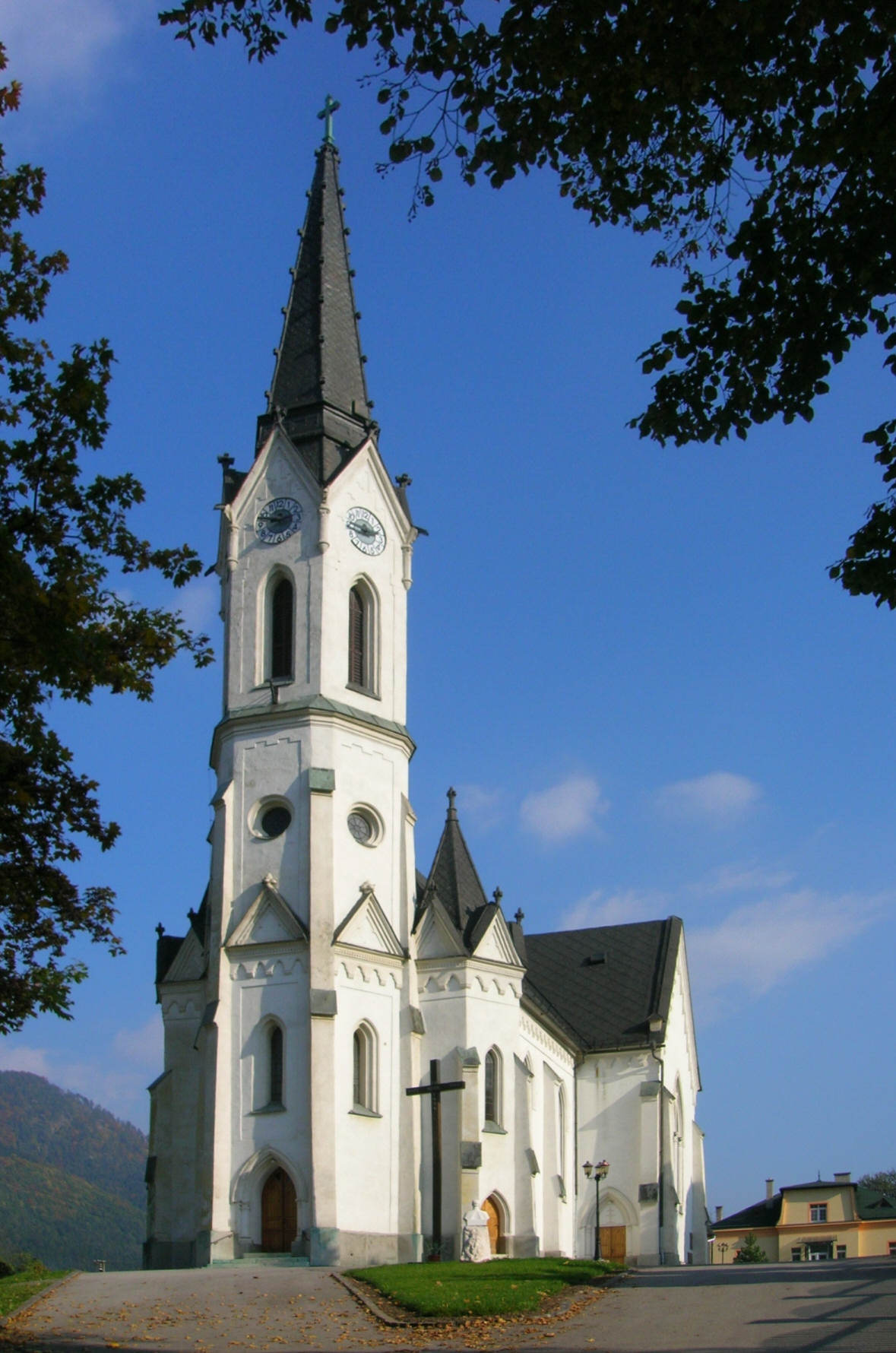
Kirche Maria vom Rosenkranz in Černová

- evangelische Kirche von Pribylina (1901–1902)
- römisch-katholische Kirche von Černová (1906–1907)
- evangelische Kirche von Prietrž (1907)
- serbisch-orthodoxe Kirche in Balassagyarmat (1908)
- römisch-katholische Kirche von Báhoň (1914)
- evangelische Kirche von Liptovská Porúbka (1915)
- römisch-katholische Kirche von Teplička nad Váhom (1924)
- evangelische Kirche von Pliešovce (1928)
- neue evangelische Kirche in Bratislava (1929)
- römisch-katholische Kirche von Rabča (1929)
- römisch-katholische Kirche von Urmince (1931)
- römisch-katholische Kirche von Zuberec (1933)
- evangelische Kirche von Veľký Grob (1934)
- römisch-katholische Kirche von Držkovce (1935)
- römisch-katholische Kirche von Krásna nad Hornádom (1935)
- evangelische Kirche von Žilina (1935)
- römisch-katholische Kirche von Senica (1938)
- römisch-katholische Kirche von Púchov (1939)
- römisch-katholische Kirche von Bolešov (1939)
- römisch-katholische Kirche von Novoť (1941)
- römisch-katholische Kirche in Lamač (1947)